# Пингвукула
Пингвекула является распространённым типом вырождения конъюнктивы глаза.

## Представление
Пингвукула видна как жёлто-белое отложение на конъюнктиве, прилегающей к лимбу (соединение между роговицей и склерой). Её следует отличать от птеригия, который клиновидной волокнистой фигурой, нарастает на роговице. Пингвукула, как правило, не порождает никаких симптомов. Она наиболее распространена в странах с тропическим климатом и находится в прямой корреляции с УФ-облучением.
Гистологически это указывает на вырождение коллагеновых волокон стромы конъюнктивы и истончением вышерасположенного эпителия и иногда кальцификацию. Воздействие солнечных актинических лучей на тонкие ткани конъюнктивы приводит к увеличению производства эластиновых волокон фибропластами, но они получаются более искривлёнными, чем нормальные, а это может привести к деградации коллагеновых волокон. Кроме того, было установлено, что коллагеновые волокна в процессе деградации приобретают качества упругой ткани, фрагментируясь и скручиваясь в состояние, отличное от обычного.
Вполне вероятно, что белая ткань склеры, лежащая под конъюнктивной тканью своей высокой отражающей способностью усиливает воздействие ультрафиолетовой части солнечного излучения на конъюнктивную ткань. Сторона носа также добавляет отражённый солнечный свет на конъюнктиву. В результате, пингвукулы чаще всего встречаются на носовой стороне конъюнктивы. В то время как большинство пингвукул образуются после 40 лет, они не являются редкостью у взрослых в возрасте 20 и 30 лет, которые много времени проводят на солнце.
Поверхность пингвукулы покрыта аномальной слёзной поверхностью. Фернинг-тест показывает наличие аномалий слизистого компонента в плёнке слёзной жидкости. Фернинг-тест слезы имеет большое прогностическое значение для успешной гидрофилии мягких контактных линз. Непереносимость контактных линз может быть результатом высокой периферийной кромки контактной линзы, если она расположена поверх пингвукулы.
Формой множественного числа от pinguecula является pingueculae . Pinguecula происходит от латинского слова «pinguis» — жирный, упитанный.

## Прогноз и лечение
Пингвукула может прогрессировать медленно, но доброкачественное её состояние никакого лечения не требует. Иногда используются искусственные слезы для снижение дискомфорта или незначительного снижения инъекции сосудов. В косметических целях иногда прибегают к хирургии. Иногда пингвукула может породить воспаление, тогда это называется пингвукулитией (pingueculitis). Причина её остаётся неизвестной, поскольку нет никаких инфекционных агентов, вызывающих её появление. Если воспалённая пингвукула вызывает дискомфорт или косметические проблемы, то для лечения можно использовать противовоспалительные предписания.

## Сопутствующие условия
Пингвукула является одним из дифференциальных диагнозов для лимбального узелка. Она может иметь повышенную распространённость при болезни Гоше .